# 白沙工农区
白沙工农区，是四川省达县地区所属的工农区。面积500平方公里，1990年人口7.22万。
原为万源县下辖的白沙区。1978年4月，根据“工农结合，城乡一体，有利生产，方便生活”的思路，划白沙区及所属7个公社，建立县级白沙工农示范区。1979年更名为白沙工农区。
1991年2月27日，中共万源县委、县政府向达县地委、行署呈送了《关于万源县、白沙工农区合并建立万源市的请示》。
1993年7月27日，中国国务院转发民行批[1993]151号文件批准撤销万源县和白沙工农区，合并建立县级万源市，驻太平镇。万源县的几个区公所同时撤销。原白沙工农区辖境改设白沙镇。同年9月起，白沙机关单位人员正式合并到万源上班。